# Okanagana rimosa
Espèce
Okanagana rimosa (aussi Cigale ridée ou Cigale hâtive)  est une espèce de cigale présente en Amérique du Nord. 

## Description
Cette cigale mesure de 2,8 à 3,4 cm de long avec les ailes repliées et la tête mesure 6 à 7 mm de large, Elle est de coloration principalement noire avec des taches orange.

## Chant
La stridulation de cette cigale ressemble à un sifflement trillé, émis pendant une minute.  

Répartition approximative

## Répartition
Cette cigale occupe le sud du Canada, de la Nouvelle-Écosse à la Colombie-Britannique ainsi qu'une grande partie du nord des États-Unis, du Maine à la Californie,.